# Юсуф аль-Мутамид
Юсуф аль-Мутамид (араб.  المؤتمن بن هود‎; умер в 1085) — седьмой независимый эмир Сарагосы в 1081—1085 годах, происходил из рода Худидов. Правитель Сарагосы в период её расцвета, наследник Ахмада I ал-Муктадира Биллаха, учёный, покровитель науки, философ и деятель искусства, он также был известен своими изысканиями в математике, астрологии и философии.

## Биография
В 1081 году Юсуф аль-Мутамид унаследовал от своего отца Ахмада I аль-Муктадир западную часть тайфы Сарагоса, включавшую саму Сарагосу, а также Туделу, Уэску и Калатаюд. Его брат Мунзир получил прибрежную зону эмирата (Лериду, Тортосу и Дению).
Уже в это время арагонский король Санчо I Рамирес стал всерьёз угрожать северным границам тайфы. Для противодействия этой угрозе Юсуф аль-Мутамид привлек наемные войска Эль Сида, который также получил приказ о подчинении Сарагосе владений Мунзира, ставшего к тому времени союзником Арагона. Боевые действия в пограничной полосе шли практически без перерывов, но никто из братьев не сумел объединить отцовские земли под своим началом.
Эль Сид сдерживал натиск арагонцев до 1083 года, когда Санчо Рамиресу удалось взять линию укреплений, которая защищала Сарагосу с севера: Граус на востоке, а также Аербе, Болеа, Араскуэс и Аргедас. Эль Сид служил Юсуфу аль-Мутамиду до 1086 года, при этом обстоятельства, при которых он отказался от продолжения службы аль-Мутамиду и его наследнику Ахмаду II аль-Мустаину, до конца не выяснены.
Отношения Сарагосы с её вассалом, тайфой Валенсия, в этот период были скреплены брачным союзом. Однако Валенсия была погружена в сложный комплекс союзов: Альфонсо VI Кастильский, умело используя дипломатию, оказал помощь правителю тайфы Толедо аль-Кадира в захвате Валенсии в 1085 году и разгроме Абу-Бакра, союзника Юсуфа аль-Мутамида. Результатом стало с одной стороны подчинение Валенсии Толедо, с другой — подчинение Толедо кастильцам. Таким образом тайфа Сарагоса была отрезана от остальной части аль-Андалуса, что серьёзно ослабило её экономику и сделало ещё более уязвимой для христианских атак. Год потери Валенсии и стал годом смерти Юсуфа аль-Мутамида.

## Книга совершенства и оптических проявлений

Теорема Чевы, впервые доказанная ал-Мутамидом за 600 лет до Джованни Чевы

Шедевром Юсуфа аль-Мутамида в интеллектуальной области стала его «Книга совершенства и оптических проявлений» (Kitab al-istikmal wa al-munádir, كتاب الستكمال والمناظر), в которой, помимо обобщения идей греческих математиков Евклида и Архимеда, были приведены умозаключения арабских ученых Сабита ибн Курра, Бану Мусы и Ибн аль-Хайсама, а также оригинальные теоремы автора. Книга ал-Мутамида была передана через Маймонида в Египет, а оттуда распространилась по всей Центральной Азии, даже в Багдаде в XIV веке, однако на западе осталась практически неизвестной.
Две копии работы Юсуфа аль-Мутамида сохранились, первая была найдена в библиотеке османского султана Мехмеда II Аскери-Мюзе в Стамбуле в 1985 году, вторая была позже найдена в Каире. Книга включала осмысление иррациональных чисел, конических сечений, объема и площади различных геометрических фигур, а также других математических задач.
Юсуф аль-Мутамид первым сформулировал теорему, которая позднее стала известная как теорема Чевы (1678).